# Movimiento Revolucionario 14 de Junio
El Movimiento Revolucionario 14 de Junio, también conocido como Agrupación Política 14 de Junio, abreviado 14J (y 1J4), fue un movimiento  de  izquierda de la República Dominicana que luchaba en contra de la dictadura de Rafael Leónidas Trujillo y que estaba liderado por los abogados y activistas dominicanos Manolo Tavárez Justo y Minerva Mirabal.
El nombre de Movimiento Revolucionario 14 de Junio-14J  nace de la inspiración de la Gesta Gloriosa de Constanza, Maimón y Estero Hondo del 14 y 20 de junio de 1959, cuyos integrantes son llamados “La Raza Inmortal”. Esta fue una expedición militar organizada por el nuevo gobierno cubano dirigido por Fidel Castro, y que estaba al mando del comandante cubano Delio Gómez Ochoa y el dominicano Enrique Jiménez de Moya. En la jefatura también estaba José Horacio Rodríguez (hijo del patriota dominicano Juan "Juancito" Rodríguez) que murió en la acción. La tropa era de 225 combatientes (148 dominicanos, 22 cubanos, 13 venezolanos, y otros) de diversas ideologías, que apoyaron al Movimiento de Liberación Dominicana con el interés de derrocar la dictadura de Rafael Leónidas Trujillo. La expedición constó de 3 grupos: 56 hombres que vinieron en avión a Constanza el 14 de junio, y el 20 de junio desembarcó un grupo de 121 hombres en Maimón y otro grupo de 48 expedicionarios en Estero Hondo. Esa acción armada no tuvo éxito en el orden militar, casi todos los combatientes fueron aniquilados y solo unos pocos fueron encarcelados y torturados (ej. Delio Gómez), y fueron liberados después de la muerte del dictador Trujillo en 1961. Esa expedición armada sembró la semilla de libertad e inspiró a los creadores del Movimiento Revolucionario 14 de Junio para colocarle ese nombre en honor de los héroes y mártires de esa gesta. 
Luego del golpe de Estado militar perpetrado el 25 de septiembre de 1963 derrotando el gobierno constitucional del profesor Juan Bosch, el  28 de noviembre, el Movimiento Revolucionario 14 de Junio se alzó en armas en las montañas de Las Manaclas contra el Triunvirato, un gobierno colegiado integrado por Emilio de los Santos, Ramón Tapia Espinal y Manuel Tavares Espaillat. Los insurrectos formaron seis frentes dirigidos por Manolo Tavárez, su líder. 
El triunviro Tavares Espaillat acudió a la televisora estatal a pedir a los guerrilleros que se entregaran bajo palabra de que serían respetados sus derechos. 
Acogiéndose a las garantías públicas que había dado solemnemente el gobierno del Triunvirato se entregaron y fueron fusilados. Junto a su líder fueron fusilados 14 compañeros más. 
Pipe Faxas Canto era su secretario general y Leandro Guzmán era el tesorero.

## Partido político
En 1960 se inician las conversaciones para establecer un movimiento que los  agrupara  y consolidara todos los espacios antipierrotista que existían. Y en efecto, en el último encuentro para tratar ese tema, realizado en Valverde, se decidió fundar una organización revolucionaria de nombre Movimiento Revolucionario 14 de Junio, en homenaje a los dominicanos de la "Gesta de Constanza, Maimón y Estero Hondo", de quienes adoptaron también el "Programa Mínimo".
Salieron en las noches frías de enero, sometieron a los muchachos a la muerte, otros tantos recibieron las torturas y la mayoría fue a parar a "la 40", donde el dolor era la norma y la noche interminable. El mismo Tavárez fue a parar a aquella cárcel, hasta que fue trasladado a la cárcel de Puerto Plata, pero ya el complot estaba forjado. El traslado a Puerto Plata tenía el objetivo de obligar a las hermanas Mirabal, casadas dos con los presos, a viajar continuamente a aquella ciudad, y a utilizar la peligrosa carretera que discurría a través de las montañas. Esto sirvió para que el régimen fraguara su más horrendo crimen. Las tres hermanas fueron cobardemente asesinadas mientras regresaban de Puerto Plata, en un lóbrego lugar llamado "La Cumbre", donde hoy existe una escuela que lleva su nombre. Con este crimen espantoso, la dictadura trujillista aceleraba su decadencia. 
La cruel represión desatada contra los miembros del 14J produjo un sentimiento de indignación generalizada en la población dominicana, aumentando significativamente los niveles de descontento ya existentes contra el régimen.

## Salida de la clandestinidad
El 8 de julio de 1960 el 14J anuncia su salida a la luz pública y su organización como partido. El 30 de julio se organiza la Asamblea Constitutiva con delegados de todo el país.

## Algunos Miembros del Movimiento Anti-Trujillista 14 de Junio (J14).
- Manuel Aurelio Tavarez Justo, Presidente
- Domingo Antonio Peña Castillo (El miranda cabrera)
- Minerva Mirabal
- Magaly Pineda
- Rafael Taveras, (Fafa)
- Héctor Bienvenido Alvarez Morel
- Luis Genao Espaillat
- Leandro Guzmán
- José A. Fernandéz Caminero
- Félix Germán, padre
- Luis Álvarez Pereyra
- Lino Mercedes Cordero García
- Santiago Javier (Rapa Coco)
- Ramón "Moncho" Isidoro Imbert R.
- Rafael Reyes (Pitifia)
- Isidro Renato González Disla
- Milvio Bernardo Pérez Pérez
- Miguel Ángel Mitra
- Vinicio Echavarria
- Juan Espíritu Ventura (Pasó)
- Rafael Alburquerque Zayas Bazán
- Ramiro Alfredo Manzano Bonilla
- Asela Morel Pérez
- Manuel Baquero Ricart
- Tomasina Cabral Mejía
- Dra. Fe Maria Violeta de Jesus Guzmán
- Luis Gómez Pérez
- Manuel de Jesus Parache Hernandez (Neno)
- Marco A. Pérez Collado
- Brenny Daniel
- Francisco A. Campos Villalón
- Rafael Mejía Lluberes (Rogelio)
- Rafael Pérez Modesto
- Francisco Carvajal Martínez (Bueyón)
- José Vetilio Valenzuela Herrera
- Nelson Valenzuela Herrera
- Eugenio Antonio Grullon Gonzalez
- Jose Caonaba Lora Martínez
- Manuel Lorenzo Carasco
- Rafael Ramírez Domínguez
- Federico (Fredy) Bonnelly Valverde
- Carlos Sully Bonnelly Valverde
- Alcibiades Antonio Tavarez Pepin
- Braulio Montán
- Belín Santos
- Ángel Luis Patnella

## Acciones de 1963
El 14J se convirtió en la tercera fuerza política de entonces y la principal organización antiimperialista, a través de su líder, Manuel Aurelio Tavárez Justo (conocido como "Manolo") se había alertado al presidente Juan Bosch sobre la posibilidad de un golpe de Estado en su contra apoyado por la Iglesia, la burguesía, el alto mando militar y la embajada de Estados Unidos. En una concentración en la puerta del Conde, en Santo Domingo, afirmó: "Óiganlo señores de la reacción, si imposibilitan la lucha pacífica del pueblo, el "14 de junio" sabe muy bien donde están las escarpadas montañas de Quisqueya; y a ellas…a ellas iremos, siguiendo el ejemplo y para realizar la obra de los Héroes de junio de 1959, y en ellas mantendremos encendida la antorcha de la libertad, el espíritu de la Revolución… ¡Porque no nos quedará, entonces, otra alternativa, que la de Libertad o Muerte!"
Tras el golpe del 25 de septiembre de 1963 e instalado un triunvirato presidido por Emilio de los Santos, el Movimiento Revolucionario “14 de junio”, dio inicio a una insurrección la noche del 28 de septiembre, con 6 frentes guerrilleros, que tenía como propósito el retorno al orden institucional y la reposición de la Constitución de 1963.
En el más importante de los frentes, ubicado en Las Manaclas, estaba Manolo Tavárez Justo, quien a la vez era el comandante general de la guerrilla.
Con una débil y pobre preparación tanto física como militar, junto a un entorno político nacional dominado por la derecha y con una resistencia urbana-social escasa e inefectiva, el movimiento insurgente fue rápidamente diezmado, al extremo de que a 21 días de iniciado 4 y 6 frentes estaban desmembrados con el agravante, tal y como se consigna en el Diario de la Guerrilla de Las Manaclas, de que más de la mitad de los integrantes del principal frente guerrillero estaban al borde del colapso o capturados. Veintinueve hombres perdieron la vida, y Manolo Tavárez Justo fue capturado vivo y fusilado, a pesar de que se le habían dado garantías de que su vida sería respetada.
El fusilamiento de Tavárez Justo provocó la renuncia del presidente Santos, y sirvió de inspiración a la lucha contra los que habían realizado el golpe de Estado en 1963.

## La guerrilla
En medio de protestas y huelgas contra el Triunvirato, el 14J encabezó una guerrilla en diferentes puntos de la República Dominicana demandando el restablecimiento de la constitucionalidad.
El objetivo era que cada grupo operase como una unidad independiente con fines insurreccionales. Por eso no debían ser ni muy pequeños ni muy grandes, esto último por el peligro del espionaje.
Los frentes en que se organizaba la guerrilla eran: 
- El dirigido por Juan Odalí Cepeda Pérez, que incluía trabajadores de la Chocolatera Industrial. Este grupo estaba considerado muy sólido y tenía asignada tareas de sabotaje.

- El del Ingenio Monte Llano, cuyo responsable era Leonardo del Valle, químico en esa empresa. Del Valle es catalogado por sus compañeros como un sujeto de gran seriedad y fue ejecutado en "El Diez", antro de torturas y asesinatos.

- El grupo de Sosúa, que tenía por coordinador al doctor Alejo Martínez, uno de los luchadores más firmes de la provincia. Se reunía donde Victoria Vda. Arzeno. Martínez fue asesinado en un incidente callejero durante la lucha contra los remanentes de la dictadura, a mediados de 1961.

- El grupo de Imbert o Bajabonico, dirigido por el doctor Virgilio Reyes.

- El de la zona baja de la ciudad, dirigido por Félix Lahoz, uno de los escasos integrantes del Frente Interno de los años cuarenta que se insertó en el 14 de junio.

- El colectivo de mujeres, bajo el control directo del comité y específicamente de Fernando Cueto. Tenían las damas por encomienda conseguir dinero y medicinas y confeccionar mochilas para la proyectada guerrilla. Se encontraban ahí, entre otras, Aída Arzeno, Ana Valverde Vda. Leroux, Argentina Capobianco, Italia Villalón, Elena Abréu, Carmen Jane Bogaert de Heinsen y Miriam Morales.

Más adelante, en la segunda mitad del año, se conformaron nuevos grupos, entre los que, aparentemente, sobresalieron tres, cuyas ubicaciones en parajes montañosos revelan la prioridad que se pasó a conceder a la guerrilla:
- El de Yásica, dirigido por Jesús María Álvarez (Boyoyo), que tenía la encomienda de conseguir los contactos que permitieran el levantamiento guerrillero, por lo que constaba de campesinos.

- El de Luperón, dirigido por un apellido Vargas, en que también había campesinos.

- El grupo de El Azul, también uno de los más sólidos.

## Participación en 1965
Muerto su líder capturado y fusilado en las Manaclas tras fracasar el foco guerrillero que dirigía en esa zona, presos y exiliados otros y otras, el 14J registraba una crítica situación interna que le hacía peligrar como organización de masa.
El 14J, aún con su crisis interna, tuvo una protagónica integración a la lucha en la Guerra de abril de 1965 que organizó y dirigió el Partido Revolucionario Dominicano con José Francisco Peña Gómez a la cabeza; a partir del 25 de abril, cuando su Comité Central Provisional tomó la decisión de profundizar el movimiento armado en desarrollo.
Su influencia política era tal que aun así llegó a dirigir la mayor parte de los Comandos de resistencia a las tropas norteamericanas en Santo Domingo, forma de organización armada que se dio el pueblo para enfrentar a la contra-revolución criolla y extranjera.
Los catorcistas fueron parte activa, junto al pueblo, los militares constitucionalistas, el Partido Revolucionario Dominicano (PRD), el Partido Socialista Popular (PSP) y el Movimiento Popular Dominicano (MPD), de los principales acontecimientos militares ocurridos durante la Revolución de Abril, ya fuera en la batalla del Puente Duarte, en la Operación Limpieza de la zona norte de Santo Domingo articulada por la contrarrevolución, en los combates anti-yanquis del 15 y el 16 de junio o en el intento de asalto al Palacio Nacional donde morirían, entre otros combatientes, el coronel Fernández Domínguez, el líder en ese momento del Movimiento Revolucionario “14 de junio” Juan Miguel Román, y otros dirigentes muy destacados como Euclides Morillo, que también había participado en el alzamiento guerrillero del 1963, entre otros.

## Disolución
Terminado el levantamiento de abril de 1965 se agudizó la crisis del 14J, donde se decía que su papel ya había llegado a su fin, esta crisis culminaría con su desintegración como organización política en 1968. 

## canción de fiesta
La canción de la fiesta se llama  Himno al Movimiento Revolucionario 14 de Junio .